# Pete Candoli
Pete Candoli (28 de junio de 1923 - 11 de enero de 2008) fue un trompetista de swing y West Coast jazz de nacionalidad estadounidense. Tocó con las big bands de Woody Herman, Stan Kenton, y otros muchos, y trabajó extensamente para las industrias discográfica y televisiva. 

## Carrera
Nacido en Mishawaka, Indiana, su verdadero nombre era Walter Joseph Candoli. 
La carrera profesional de Candoli se inició a los 13 años de edad, cuando entró a formar parte de la American Federation of Musicians. Rápidamente se hizo sitio como primer trompetista, y en 1940 ya formaba parte de la banda de Sonny Dunham. En 1941 dejó el grupo para reemplazar a Ziggy Elman en la banda de Tommy Dorsey. En esa época trabajó en tres películas: Las Vegas Nights (1941), Girl Crazy (1943) y Upbeat In Music (1943). En 1944 Candoli entró en el grupo de Teddy Powell y, mientras se encontraba en esa formación, su hermano menor, Conte Candoli entró también en el mundo de las big bands. 
A partir de 1945, Candoli trabajó con diversas bandas, destacando entre ellas la de Stan Kenton. Más adelante se decantó por el estilo West Coast jazz y por el trabajo de estudio. Además, llegó a ser uno de los colaboradores favoritos de músicos e intérpretes de la talla de Peggy Lee, Henry Mancini, y Frank Sinatra, siendo ampliamente solicitado para el trabajo de estudio. En 1957 Pete y Conte se unieron para formar la banda Candoli Brothers. 

## Galardones
Fue admitido en el International Jazz Hall of Fame en 1997, y en el Big Band Hall of Fame en 2003. Además, ganó el Premio Down Beat, Metronome, Esquire "All American Band Trumpet Bronze".
La revista Look le nombró como uno de los siete mejores trompetistas de la historia del jazz, siendo los otros Louis Armstrong, Bix Beiderbecke, Harry James, Bunny Berigan, Dizzy Gillespie y Bobby Hackett.

## Estilo musical
El trabajo como solista de Candoli es notable por su elocuente papel, compasivo con el esfuerzo de los otros intérpretes. Su hábil uso del staccato era raro entre los modernos trompetistas de jazz. A pesar de ser reputado por su habilidad para las notas altas, él las usaba en raras ocasiones, a no ser que lo indicara el director, el líder de la banda o el compositor. Habitualmente sus solos empezaban con ostinatos de registro bajo o medio que iban dando paso a unas cadenzas que finalizaban, cuando era apropiado, en clímax con notas altas.  
Uno de los mejores ejemplos de su moderación puede oírse en el disco de Peggy Lee "Black Coffee". Candoli actuaba en todos los cortes del disco original de 1953.
Candoli también tocó de manera sublime en los dos álbumes de la serie de Henry Mancini Peter Gunn, aunque como uno más de un grupo de hábiles músicos, todos ellos de la misma talla. 
La mayor parte de los solos de Candoli son de corta duración. Uno de sus mejores solos de larga duración fue desaprovechado dentro del popurrí de un prescindible álbum de Peter Gunn. A Candoli también se le atribuye el trabajo que se oye en la secuencia "Dance at the Gym" de la película West Side Story.

## Vida personal
Candoli se casó en numerosas ocasiones, habitualmente con artistas musicales como la actriz y cantante Betty Hutton o la cantante Edie Adams. Tuvo dos hijas, Tara Clair, de su matrimonio con la actriz y cantante Vicky Lane, y Carolyn, con Betty Hutton. 
Tanto a Candoli como a su hermano les diagnosticaron un cáncer de próstata, falleciendo Pete como consecuencia del mismo en 2008 en Studio City (Los Ángeles), California. Tenía 83 años de edad. Fue enterrado en el Cementerio Forest Lawn Memorial Park de Hollywood Hills, Los Ángeles. Su hermano falleció en 2001, también como consecuencia del cáncer.

## Bandas en las que tocó
| Banda                         | Años      |
| ----------------------------- | --------- |
| Sonny Dunham                  | 1940–1941 |
| Will Bradley                  | 1941      |
| Ray McKinley                  | 1942      |
| Benny Goodman                 | 1942      |
| Tommy Dorsey                  | 1943–1944 |
| Teddy Powell                  | 1944      |
| La First Herd de Woody Herman | 1944–1946 |
| Tex Beneke                    | 1947–1949 |
| Jerry Gray                    | 1950–1951 |
| Les Brown                     | 1952      |
| Stan Kenton                   | 1954–1956 |
| Glen Gray                     | 1956–1963 |
| Candoli Brothers              | 1957–1962 |